# Památky archeologické
Památky archeologické – czeskie czasopismo naukowe poświęcone archeologii, wydawane przez Instytut Archeologii Akademii Nauk Republiki Czeskiej.
Na łamach periodyku publikuje się oryginalne prace naukowe o znaczeniu ponadregionalnym, na ogół dłuższe; tematycznie dotyczą zagadnień z archeologii i pokrewnych dziedzin naukowych. W czasopiśmie ukazują się także krytyczne bądź informacyjne recenzje publikacji o podobnej orientacji tematycznej.
Periodyk został założony w 1854.
Według stanu na 2021 rok funkcję redaktora naczelnego pełni Pavel Burgert.